# 徐京 (明朝)
徐京（1628年—1642年），明朝末年南直隶无为县人，徐毕璋的妹妹。
徐京的嫂子朱氏十七岁嫁给了徐毕璋。徐京十五岁，没有出嫁。崇祯十五年（1642年），明末民变，民变军破无为城。朱氏刚刚怀孕，跑到井边，对徐京说：“我怀孕肚子大，井口狭小，你可把我推入井中。”徐京答应了。将朱氏推入后，哭着说：“父母在哪里啊，我陪着嫂嫂死了！”跃而逃入井中。